# Rockhal
O Rockhal é uma grande casa de espetáculos localizada na cidade de Esch-sur-Alzette, no Luxemburgo, com capacidade para 6.500 pessoas.
O local abriu em 2005 e já recebeu diversas grandes bandas internacionais, como Shakira, Kylie Minogue, Korn, Nightwish, Scorpions, The Prodigy e muitas outras.